# Варнава (Беляєв)
Варнава (світське ім'я Микола Никанорович Беляєв; 12 (25) травня 1887, Раменське — 6 травня 1963, Київ) — єпископ Печерський, вікарій Нижньогородської єпархії, духовний письменник.

## Біографія
Народився 12 травня 1887 року в селі Раменському Бронницького повіту Московської губернії (нині місто Московської області). Його батько був високопрофесійним майстром, наладчиком верстатів, дід — селянином. Дід по матері — кліриком сільського храму.
Микола із золотою медаллю закінчив гімназію. У 1911 році прийняв чернечий постриг з іменем Варнава, а 1915 року закінчив Московську духовну академію. Був у близьких духовних стосунках з отцем Павлом Флоренським.
Працював інспектором і викладачем гомілетики Нижегородської духовної семінарії. 1920 року його висвятили на єпископа, призначили вікарієм Нижегородської єпархії. В 1922 році на знак протесту проти совєтизації церкви пішов з кафедри, прикинувшись психічно хворим.
1928 року виїхав у Середню Азію, де організував таємний монастир у Кзил-Орді. Через два роки про це довідалася влада, і єпископ змушений був тікати. Він інкогніто мешкав у Москві, де 1933 року його заарештували і обвинуватили за 58-ю статтею (контреволюційна діяльність). Його засудили до трьох років виправно-трудових таборів. Ув'язнення відбував на Алтаї. За відмову виходити на роботу був переведений до психіатричної лікарні під Томськом. Після виходу на волю йому заборонили жити в європейській частині СРСР. Оселився в Томську зі своєю духовною дочкою Вірою Василівною Ловзанською (у чернецтві матінкою Серафимою), яка видавала себе за його племінницю. Відтоді для всіх він став «дядя Коля». Влітку 1948 року зміг вирватися з сибірського полону, а в жовтні оселився в Києві, за хабар діставши прописку.
Помер в Києві 6 травня 1963 року. Похований на Байковому кладовищі.